# NGC 3511
NGC 3511 este o galaxie spirală situată în constelația Cupa. A fost descoperită în 21 decembrie 1786 de către William Herschel. Se află la o distanță de 12,47 megaparseci de Pământ.